# Чемпионат Финляндии по волейболу среди мужчин
Чемпионат Финляндии по волейболу среди мужчин — ежегодное соревнование мужских волейбольных команд Финляндии. Проводится с 1957 года.
Соревнования проходят в четырёх дивизионах — Чемпионской лиге, 1-м, 2-м и 3-м дивизионах. Организатором чемпионатов является Федерация волейбола Финляндии.

## Формула соревнований (Чемпионская лига)
Чемпионат в Чемпионской лиге в сезоне 2024/25 включал два этапа — предварительный и плей-офф. На предварительной стадии команды играли в 4 круга. 8 вышли в плей-офф и далее по системе с выбыванием определили финалистов, которые разыграли первенство. Серии матчей плей-офф проводились до четырёх побед одного из соперников.
За победу со счётом 3:0 и 3:1 команды получают 3 очка, 3:2 — 2 очка, за поражение со счётом 2:3 — 1 очко, 0:3 и 1:3 — 0 очков.
В чемпионате 2024/25 в Чемпионской лиге участвовали 9 команд: «Акаа Воллей» (Акаа), «Хуррикаани» (Лоймаа), «Саво Воллей» (Сийлинъярви), «ТуТо Воллей» (Турку), «Ваммалан» (Састамала/Тампере), «Кокколан Тиикерит» (Коккола), «Карелиан Хурмос» (Йоэнсу), «Кики Бетсет» (Кивиярви), «Райсион Лойму» (Райсио). Чемпионский титул выиграл «Акаа Воллей», победивший в финальной серии «Хуррикаани» 4-1 (3:0, 3:2, 2:3, 3:1, 3:1). 3-е место занял «ТуТо Воллей».

## Чемпионы
| - 1957 «Порин Пиринто» Пори - 1958 «Ярвенсивун Киса» Тампере - 1959 «Ярвенсивун Киса» Тампере - 1960 «Киммо» Лахти - 1961 «Ярвенсивун Киса» Тампере - 1962 «Киммо» Лахти - 1963 «Рантаперкион Иску» Тампере - 1964 «Киммо» Лахти - 1965 «Кяпюлян» Хельсинки - 1966 «Кяпюлян» Хельсинки - 1967 «Юханнексен Пойят» Хельсинки - 1968 «Юханнексен Пойят» Хельсинки - 1969 «Луолаян Каястус» Хяменлинна - 1970 «Луолаян Каястус» Хяменлинна - 1971 «Луолаян Каястус» Хяменлинна - 1972 «Луолаян Каястус» Хяменлинна - 1973 «Ратеко» Котка - 1974 «Ратеко» Котка - 1975 «Пиексамяэн НМКИ» Пиексямяки - 1976 «Пиексамяэн НМКИ» Пиексямяки - 1977 «Пиексамяэн НМКИ» Пиексямяки - 1978 «Пиексамяэн НМКИ» Пиексямяки - 1979 «Пиексамяэн НМКИ» Пиексямяки - 1980 «Пиексамяэн НМКИ» Пиексямяки - 1981 «Пиексамяэн НМКИ» Пиексямяки - 1982 «Райсион Лойму» Райсио - 1983 «Райсион Лойму» Райсио - 1984 «Райсион Лойму» Райсио - 1985 «ХеСа» Хельсинки - 1986 «Сейняйоэн Майла-Юссит» Сейняйоки - 1987 «Сейняйоэн Майла-Юссит» Сейняйоки - 1988 «Рантаперкион Иску» Тампере - 1989 «Варкауден Тармо» Варкаус - 1990 «Райсион Лойму» Райсио - 1991 «Куопион ПС» Куопио | - 1992 «Куопион ПС» Куопио - 1993 «Куопион ПС» Куопио - 1994 «Куопион ПС» Куопио - 1995 «Куопион ПС» Куопио - 1996 «Куопион ПС» Куопио - 1997 «Райсион Лойму» Райсио - 1998 «Куопион ПС» Куопио - 1999 «Кески-Савон Патери» Варкаус - 2000 «Куопион ПС» Куопио - 2001 «Райсион Лойму» Райсио - 2002 «Тамперен Иску-воллей» Тампере - 2003 «Перунган Пойят» Рованиеми - 2004 «Пиелаведен Сампо» Пиелавеси - 2005 «Пиелаведен Сампо» Пиелавеси - 2006 «Тамперен Иску-воллей» Тампере - 2007 «Сантаспорт» Рованиеми - 2008 «Сантаспорт» Рованиеми - 2009 «Пиелаведен Сампо» Пиелавеси - 2010 «Сан Воллей» Оулу - 2011 «Лаккапяя» Рованиеми - 2012 «Ваммалан» Састамала - 2013 «Кокколан Тиккерит» Коккола - 2014 «Ваммалан» Састамала - 2015 «Кокколан Тиккерит» Коккола - 2016 «Кокколан Тиккерит» Коккола - 2017 «Ваммалан» Састамала - 2018 «Ваммалан» Састамала - 2019 «Ваммалан» Састамала/Тампере - 2020 чемпионат не завершён, итоги не подведены - 2021 «Ваммалан» Састамала/Тампере - 2022 «Ваммалан» Састамала/Тампере - 2023 «Ваммалан» Састамала/Тампере - 2024 «Хуррикаани» Лоймаа - 2025 «Акаа Воллей» Акаа |